# Feldnachrichtenzentrum der Bundeswehr
Das Feldnachrichtenzentrum der Bundeswehr (FNZBw) war bis zu seiner Auflösung im März 2008 eine Einrichtung der Feldnachrichtentruppe im deutschen Heer.

## Wappen
Das Wappen zeigt eine Eule als Zeichen des militärischen Nachrichtenwesen. Als solches steht sie für Wachsamkeit, Weisheit, Wissen und den scharfen Blick. Die goldgelbe Umrandung kennzeichnet die Zugehörigkeit des Feldnachrichtenzentrum der Bundeswehr zu den Aufklärungstruppen.

## Auftrag
Das Feldnachrichtenzentrum der Bundeswehr unterstützte andere Verbände und Einheiten der Bundeswehr durch rasch verfügbares und ausgebildetes Feldnachrichten-Personal. Das Feldnachrichtenzentrum Bundeswehr war darüber hinaus für die Weiterentwicklung der Feldnachrichtenkräfte verantwortlich und stellte die  Aus- und Fortbildung für das Personal der Feldnachrichtenkräfte sicher.

## Gliederung
- Stabsgruppe
- Unterstützungsgruppe
- Instandsetzungsgruppe
- Gruppe Weiterentwicklung
- I. Feldnachrichtenzug
- II. Feldnachrichtenzug
- III. Feldnachrichtenzug
- IV. Feldnachrichtenzug
- V. Feldnachrichtenzug

## Geschichte
Keimzelle der Einheit war der in den sechziger Jahren aufgestellte Frontnachrichtendienst. 1970 wurde in Bad Ems die teilaktive Frontnachrichtenlehrkompanie 300 aufgestellt. Wegen der Zugehörigkeit zu den Aufklärungstruppen trugen die Soldaten die goldgelbe Waffenfarbe und das schwarze Barett. Letztes teilaktive Element war 2002 die Feldnachrichtenlehrkompanie 300 in Diez an der Lahn. Seit 2002 bildet diese Einheit zusammen mit den Feldnachrichtenkräften der Luftwaffe das Feldnachrichtenzentrum der Bundeswehr. Im  Heer wurden auf  Ebene der Divisionen und deren unterstellten Brigaden teilaktive Feldnachrichtenzüge ausgeplant, die bis 2004 schrittweise aufgestellt wurden.
Das Zentrum war bis zu dessen Umgliederung in ein brigadeäquivalentes Kommando dem Heerestruppenkommando unterstellt. Seit 1. Oktober 2007 und im Zuge der Aufstellung der Heeresaufklärungstruppe dem Ausbildungszentrum Heeresaufklärungstruppe unterstellt und stellte bis zuletzt anderen Verbänden der  Bundeswehr  Feldnachrichten-Fähigkeiten zur Verfügung. Zum 30. März 2008 wurde das Zentrum aufgelöst und die zugehörigen Feldnachrichtenkräfte unmittelbar den Divisionen des Heeres zugeordnet.